# Cmidi
Cmidi，香港著名原創音樂網站。
Cmidi於2000年創立，原為香港最大型香港流行曲MIDI的網站，2005年因應歌曲版權問題及站內歌曲創作趨勢，遂轉型為原創音樂網站。轉型後數月，當時為網絡唱作人KellyJackie便於Cmidi發表〈他約我去迪士尼〉一曲而瞬即成名，同時令網絡歌曲風氣盛行。
2006年，Cmidi註冊為香港非牟利團體。Cmidi除提供網絡平台發表原創歌曲外，亦著名於設有音樂製作、填詞及歌唱技巧討論區交流；此外亦衍生網上發表改編詞及翻唱歌曲風氣。至今Cmidi仍對網絡音樂界有一定影響力。
然而，自2006年網站轉換現時版面後發展停滯，系統亦多次出現問題，導致會員及流量不斷散失。Cmidi於2013年5月2日正式關閉網站。

## 發展

### 創立期 (1999年至2001年)
1999年初，Cmidi創辦人五弟初次上網及接觸電腦純音樂（MIDI）後感興趣，學習架設網站分享於網上收集而來的MIDI，並將網站命名為「五弟音樂」。網站一直以MIDI主題，並於其後擴充多元化內容，網站亦先後更名為「五弟冷氣」及「五網」，同時開始招募一些網友參於網站管理工作。
五弟除於網上收集MIDI外，雖然其音樂知識不高，但仍嘗試自行製作MIDI分享。
2000年1月19日，五弟正式將網站命名為Cmidi，中文名為「Midi中文網」；Cmidi的「C」意為Chinese（中文）。該網站名稱自此沿用至今。
2001年4月，Cmidi首次大型改革版面，是為第二版，並設立會員制，使網站互動性提高之餘，人流亦逐漸上升。

### 衰落期 (2007年至現在)
Cmidi因2006年網站轉為現時版面時安排未妥當，流失部分會員。由於Cmidi會員多為青少年，在朋輩影響下，此後數年其他會員亦陸續散失。此外，一如其他經年的討論區，出現新會員未能與現有會員協調問題，以致Cmidi既不能吸納新會員，而現有會員又不斷散失。
外在環境方面，隨著大型討論區如高登討論區及香港討論區主導了香港網上討論文化，以及Facebook的興起，亦取代討論區上友際聯繫的功能，對Cmidi的經營都造成壓力。
自2008年起，Cmidi伺服器偶然出現問題，以致無法瀏覽網站。2009年5月一個週末更嘗試連續超過60小時無法瀏覽，使瀏覽人流盡失。2009年8月，Cmidi伺服器系統文字及圖像式樣出現問題，以致不能正常瀏覽，問題至今仍未解決；原來僅有的會員亦對瀏覽Cmidi失去興趣。於2009年9月學生開課後，每天整體會員發帖量只維持數十篇甚至不足10篇，Cmidi討論區上因而有結束經營的討論。而 Cmidi 網站於2013年5月2日正式關閉。

### 媒體報導
早於2003年，Cmidi還在以流行曲MIDI為主題之時期，一些報章雜誌如《電腦廣場》曾提及Cmidi，除介紹Cmidi提供大量歌曲MIDI外，部分報導將Cmidi當作電話鈴聲下載的網站向讀者推介。
2005年3月轉型為以原創音樂為主題之初，《明報》首先於校園版作專題報導。
kellyjackie成名後，《蘋果日報》、《明報》、《電腦廣場》、《南華早報》、《星島日報》及《香港經濟日報》先後報導時，均提及其原先於Cmidi發表歌曲，並推介Cmidi為發表原創歌曲網站。
其後，《壹本便利》、《Yes!》、《東方日報》 及《新Monday》 均於其專題報導中列舉Cmidi為著名網絡音樂創作平台。
2006年，香港電台電台節目《原林部落》、《e個世界》及電視節目《藝文部落》 均邀請Cmidi音樂人訪問並作專題報導，其中《e個世界》 更先後八次邀請Cmidi作訪問。
近年，一些專題如香港城市大學刊物《Cityprint》仍介紹Cmidi為推廣原創音樂之網站。

## 網站著名歌曲作品
- 〈他約我去迪士尼〉
  - 作曲：KellyJackie　作詞：海藍／許願庭　演繹：kellyjackie
  - 發表後令KellyJackie成名，其後獲2005年度新城勁爆頒獎禮「最佳合唱歌曲」及第28屆十大中文金曲頒獎音樂會「十大中文金曲」。
- 〈消聲匿跡〉
  - 作曲：Davy@solution...　作詞：Cookie@Sense　演繹：Cookie@Sense
  - 陳柏宇〈斷絕來往〉的原曲[15]。
- 〈聽歌學…〉
  - 作曲：苦榮　作詞：Hangman　演繹：+2
  - HotCha〈咖啡或茶〉的原曲。
- 〈二揀一〉
  - 作曲：Davy@solution...　作詞：Davy@solution...　演繹：Davy@solution...
  - 洪卓立〈我的獨立時代〉的原曲。
- 〈紀念碑〉
  - 作曲：elastic　作詞：Hangman　演繹：halen
  - 曾被網民誤傳為鄧麗欣之歌曲〈盡興〉，事實並無此歌名。
- 〈愛與不愛〉
  - 作曲：不大奀　作詞：尹星雨　演繹：尹星雨
  - 同時為另一平台SINA iSONG獲選為「星級歌曲」[16]。
- 〈漂流記〉
  - 作曲：Alex Lung　作詞：尹星雨　演繹：尹星雨
  - 曾被電台DJ及樂評人黃志淙於《新Monday》專題推介[17]
- 〈狠心告終〉
  - 作曲：幻影　作詞：風泠　演繹：蔚淇
  - 曾被資深音樂人謝國維於網上點評。[18]
- 〈迷信〉
  - 作曲：糊仔　作詞：糊仔　演繹：糊仔
  - 為新城娛樂台及新之城主辦之《我有我唱作．原創歌唱比賽》冠軍歌曲

## 重要人物
- 五弟
  - Cmidi創辦人，現為Cmidi原創音樂協會主席。協會成立前積極建設Cmidi，Cmidi轉型音樂創作後漸將發展方面下放予協會之委員會決定。
- KellyJackie
  - 原為Cmidi駐站作曲人及女歌手，因發表〈他約我去迪士尼〉一曲而成名，其後對外作個人發展。
- 海藍
  - Cmidi創立時已為管理員。2004年組織網上音樂創作組合「Royals」，為〈他約我去迪士尼〉的作詞人之一。
- 苦榮
  - 早期加入Cmidi的音樂人，近年跳出網絡專注個人發展，從事正統音樂，亦有參與流行曲作曲及編曲工作。
- Zephyr
  - Cmidi駐站作詞人，原名關孝龍。於第15屆CASH流行曲創作大賽憑〈趕〉晉身決賽，由薛凱琪於決賽作現場演繹[19]；於第21屆CASH流行曲創作大賽再度憑〈親疏之別〉晉身決賽，由冼色麗於決賽作現場演繹，並獲網上最受歡迎歌曲獎。曾出版歌詞：薛凱琪〈趕〉、劉浩龍〈錯定離手〉及〈好自為之〉等。近年於網上淡出。
- 尹星雨
  - Cmidi駐站作詞人及歌手。於早期加入Cmidi成為管理員，其後開始填詞及演繹原創作品。曾於網上頗受歡迎，代表作有〈愛與不愛〉及〈漂流記〉。因近年停止發表作品而聲名減卻。
- 風泠
  - 除為Cmidi作詞人外，亦為文字創作網站「原創空間」專欄作家。曾出版小說：《娃娃與她的Lolita》、《愛上了線》（合著）及《魔法下了線－菇5》（合著）。於第19屆CASH流行曲創作大賽憑〈棄物無聲〉晉身決賽[20]，並獲資深樂評人馮禮慈於《亞洲時報》專題中讚揚，與其他環保主題之流行曲並列[21]。
- 幻影
  - 現為Cmidi站長、協會內務行政主任及駐站作曲人。於第19屆CASH流行曲創作大賽憑〈棄物無聲〉晉身決賽，原曲由駐站女歌手蔚淇演繹[22]，決賽由陳美詩作現場演繹[23]。是少數在Cmidi步入衰落期仍然活躍的人物。

## 外部連結
- Cmidi.com（页面存档备份，存于）
- 蘋果日報 - 生活優「遊」 - 20050518 - 界 Band友玩出成名路[永久]
- 原創空間《採盲點》── FEATURE STORY 001〈網絡創作新趨勢──網絡‧音樂大趨勢〉（页面存档备份，存于）
- Cmidi Facebook 專頁（页面存档备份，存于）